# オーヴァル (企業)
株式会社オーヴァル（英文名称OVAL corp.）は、神奈川県横浜市中区に本社を置く不動産会社。レジャー施設「赤い風船」、テーマパーク「横浜大世界」および「横浜博覧館」、オフィスビルなどを手がける。

## 沿革
- 1970年12月 - 上大岡に第1号ビル竣工。
- 1972年1月 - 株式会社キタミとして会社設立。
- 1972年9月 - グループ会社として、株式会社キタミエンタープライズを設立。
- 1972年12月 - 上大岡に第2ビル（現：上大岡赤い風船ビル）竣工。
- 1984年10月 - 港南台第2鈴木ビルオープン。
- 1990年11月 - 新百合ヶ丘赤い風船ビルオープン。
- 1992年6月 - 厚木赤い風船ビルオープン。
- 1995年9月 - 新横浜赤い風船ビルオープン。
- 2001年4月 - 株式会社キタミが株式会社オーヴァルへ社名変更。株式会社キタミエンタープライズが株式会社オーヴァルエンタープライズへ社名変更。
- 2003年11月30日 - 横浜大世界オープン。
- 2005年4月8日 - 立川アレアレアオープン。

## 主な施設
- 上大岡赤い風船 - 横浜市港南区上大岡西2-1-28
  - ボウリング場、ゲームセンター、飲食店街が入居する複合レジャー施設「アカフーパーク」の他、ダイエー上大岡店跡にオーケーが入居する商業ビルを運営している。
- 港南台赤い風船ビル（港南台第2鈴木ビル） - 横浜市港南区港南台4-17-4
  - 港南台駅前に立地。カラオケ店、居酒屋が入居する。
- 新百合ヶ丘赤い風船ビル（ビッグストーンビル） - 川崎市麻生区万福寺1-16-1
  - 新百合ヶ丘駅前に立地。
- 新横浜赤い風船ビル（新横浜ingビル） - 横浜市港北区新横浜2-1-19
  - 新横浜駅北口に立地。飲食店、ゲームセンターが入居する。
- 横浜大世界 - 横浜市中区山下町97
  - 中国をコンセプトとしたテーマパークとして設立された。詳細は当該記事を参照。
- アレアレア - 東京都立川市柴崎町3-6-2
  - 立川駅南口に立地。ラーメンテーマパークなどを有する複合商業施設。詳細は当該記事を参照。
- サザンウインズ南大沢 - 東京都八王子市南大沢2-30
  - 南大沢駅前に立地。フィットネスクラブ、サイゼリヤ、みずほ銀行などが入居する商業施設。かつてはCoCo壱番屋[2]も出店していた。
- サザンウインズ大船神奈川県鎌倉市大船1-7-1
  - 大船駅。喫茶室ルノアール、ビッグエコーなどが入居する商業施設。
- このほか、上大岡駅周辺に賃貸オフィスビルを所有する。

## 関連会社
- 株式会社オーヴァル - 不動産賃貸・旅行代理店等
- 株式会社オーヴァルエンタープライズ - ゲームセンター、カラオケ、ゲーム、ボウリング。
- 株式会社ケーサイト - 不動産開発
- 株式会社オーピーエム - ビルサービス
- 株式会社太蔵地所 - 不動産賃貸
- 株式会社オークラインターナショナル - 雑貨販売・卸売り
- 株式会社横浜大世界 - 横浜中華街にてアミューズメント施設を運営
- 株式会社アイランドヴィンテージコーヒージャパン - ハワイに本店を構えるコーヒーショップ「Island Vintage Coffee」の日本展開